# Ponti romani a Coblenza

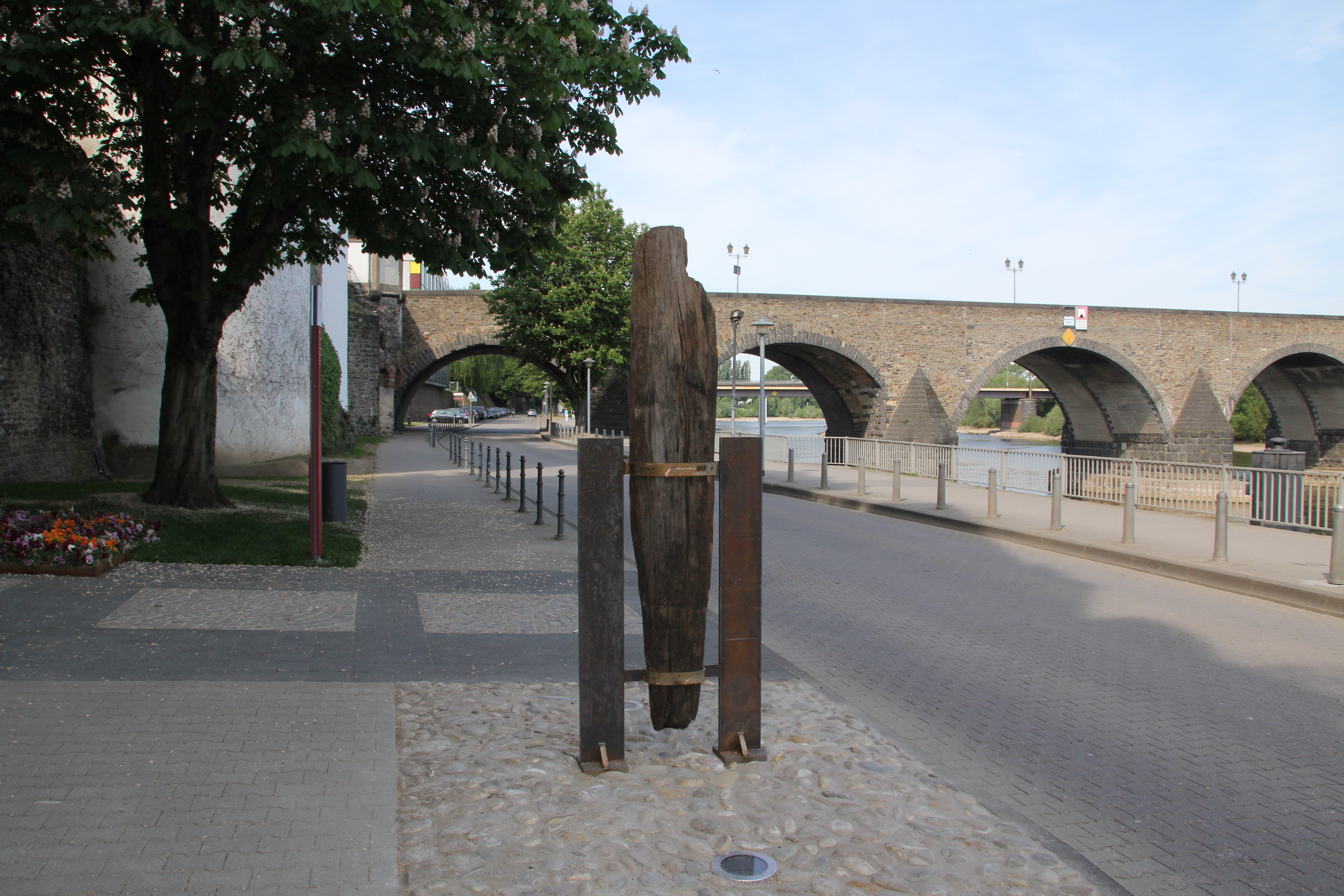
Resti di pali del ponte romano sulla Mosella esposti nel complesso della Mosella vicino al ponte Balduin

I ponti romani a Coblenza furono costruiti sul Reno e sulla Mosella dopo la fondazione della base militare Confluentes. Erano originariamente ponti eretti su palizzate in legno che furono distrutti al più tardi durante la ritirata delle truppe romane nel V Secolo. Il ponte sul Reno consentiva un appoggio per le truppe romane sulla riva destra del fiume, mentre il ponte sulla Mosella faceva parte della strada romana della valle del Reno.

## Ponte ligneo sul Reno
In passato, a causa di diversi ritrovamenti di resti di pali, sorse l'ipotesi che in epoca romana fosse stato costruito un ponte tra Coblenza ed Ehrenbreitstein. Il "terreno dei Cappuccini" (Kapuzinergrund), una secca nel Reno ormai scomparsa, sembrava essere l'ideale per costruire un ponte; tale secca fu livellata nel XIX secolo per migliorare il canale di navigazione e furono rinvenuti pali di legno che erano stati conficcati nel letto del fiume: quest'accumulo di pali fece pensare che si trattasse dei resti di un ponte. L'ipotesi che si trattasse del ponte di Cesare sul Reno, che invece è certamente da collocare nei pressi di Neuwied, benché non sia mai stato rinvenuto, è smentita dalla particolare posizione in cui erano disposti i pali, in quanto non si adattano alle descrizioni pervenuteci dei ponti eretti sul fiume dal celebre console.
Nel I secolo ci furono scontri tra tribù germaniche e Romani e, di conseguenza, molte truppe furono riunite nel campo ausiliario romano di Coblenza. Il momento esatto della costruzione del ponte è sconosciuto, ma è stato probabilmente eretto per un supporto di truppe sulla riva destra del Reno.
Il ponte sul Reno era lungo 350-370m, alto 8,5m e fu costruito con tronchi di quercia. Furono necessari circa 650-750 tronchi per innalzarlo. I pali nel letto del fiume erano dotati di punte di ferro, le cosiddette puntazze; 51 di essi sono ancora oggi conservati, e sono databili al 49 d.C.
Dopo che nel secondo secolo fu terminata la costruzione del Limes, il ponte sul Reno perse la sua importanza. Non si sa esattamente quando il ponte fu definitivamente abbandonato. Presumibilmente, però, fu distrutto nel III sec. durante l'abbandono del fronte e di Niederberg da parte dei Romani.

## Ponte ligneo sulla Mosella
Non è possibile determinare il momento esatto della costruzione del ponte sulla Mosella. Ritrovamenti di monete risalenti a un periodo compreso tra la reggenza di Claudio il Gotico (268-270) e quella di Arcadio (395-408) sono considerati prove che il ponte esisteva già nel III secolo. Tra il 1860 e il 1867 furono scoperti alcuni resti dello stesso 50m a valle rispetto al ponte Balduin. Durante i lavori di dragaggio per ampliare il canale di navigazione del 1944 e di costruzione dello sbarramento di Coblenza nel corso della canalizzazione della Mosella del 1958-1964, numerosi resti del ponte furono rimossi dal letto del fiume.
È certo che il sito ausiliario di Coblenza fu costruito intorno alla metà del I secolo con il completamento della strada romana della valle del Reno. La fortificazione della città serviva a proteggere sia questa strada che i punti di transizione fluviale sulla Mosella; si presume, tra l'altro, che esistesse già un ponte sulla Mosella. Si ritiene inoltre certo che, con la partenza dei Romani nel V secolo, questo ponte sia stato distrutto. Fino alla costruzione del ponte Balduin, avvenuta nel XIV secolo, non è esistito alcun attraversamento fluviale fisso sulla Mosella.